# Johannes Aigner (Skirennläufer)
Johannes Aigner (* 29. April 2005 in Neunkirchen, Niederösterreich) ist ein österreichischer Skirennläufer. Er startet in der Sehbehindertenklasse B2 in allen Disziplinen. 2022 gewann er jeweils an der Seite von Guide Matteo Fleischmann zwei Weltmeistertitel (Slalom und Parallelrennen) sowie zwei paralympische Goldmedaillen (Abfahrt und Riesenslalom).

## Biografie
Johannes „Hansi“ Aigner stammt aus Gloggnitz in Niederösterreich und startet für den WSV Semmering. Seine Zwillingsschwester Barbara und er wurden wie die ältere Schwester Veronika (* 2003) mit dem Grauen Star geboren. Alle drei sind als Skirennläufer in der Klasse B2 erfolgreich. Die beiden älteren Schwestern Elisabeth und Irmgard haben keine Sehbehinderung und waren bereits als Guides für Veronika aktiv. Nach der MD Skimittelschule Lilienfeld besucht Aigner die HAK mit Trainingszentrum Waidhofen an der Ybbs.
Dem mehrfachen Europacup-Sieger und Staatsmeister Aigner gelang 2022 der internationale Durchbruch. Zunächst gewann er bei den COVID-19-bedingt verschobenen Weltmeisterschaften der Behinderten in Lillehammer vier Medaillen: Neben Gold im Slalom und dem erstmals ausgetragenen Parallelrennen sicherte er sich zwei Silbermedaillen in Super-G und Riesenslalom. Danach entschied er den Gesamtweltcup der Sehbehinderten für sich.
Bei seiner ersten Paralympics-Teilnahme in Peking gewann er auf Anhieb Gold in seiner vermeintlich schwächsten Disziplin Abfahrt. Neben einem weiteren Titel im Riesenslalom sicherte er sich mit Silber in der Super-Kombination und im Slalom sowie Bronze im Super-G drei weitere Medaillen und gewann damit als erster Österreicher fünf Medaillen bei denselben Paralympischen Spielen.
Leitner ist aktiver Sportler des Heeressportzentrums des Österreichischen Bundesheers. Als Heeressportler trägt er derzeit den Dienstgrad Gefreiter.

## Erfolge

### Paralympics
- Peking 2022: 1. Abfahrt, 1. Riesenslalom, 2. Slalom, 2. Super-Kombination, 3. Super-G

### Weltmeisterschaften
- Lillehammer 2022: 1. Slalom, 1. Parallel, 2. Super-G, 2. Riesenslalom
- Espot 2023: 1. Abfahrt, 1. Kombination, 2. Super-G, 2. Riesenslalom

### Weitere Erfolge
- 1 Sieg im Gesamtweltcup
- 17 Siege im Europacup (10 Riesenslalom, 7 Slalom)
- 11 Staatsmeistertitel[3]

## Auszeichnungen
- 2022: Österreichs Behindertensportler des Jahres
- 2023: IPC Para Sport Award in der Kategorie „Rising Star“[6]